# 第3回クリティクス・チョイス・スーパー・アワード
第3回クリティクス・チョイス・スーパー・アワード（3rd Critics' Choice Super Awards）は、クリティクス・チョイス・アソシエーションが主催する映画・テレビ賞。2022年のSF・スーパーヒーロー・ホラー作品を対象としており、2023年3月16日に受賞作品が発表された。ノミネート作品は2023年2月22日に発表された。
映画賞では『THE BATMAN-ザ・バットマン-』が最多6部門ノミネートを記録し、テレビ賞では『ザ・ボーイズ』『イーヴィル: 超常現象捜査ファイル』『ハウス・オブ・ザ・ドラゴン』『シェアハウス・ウィズ・ヴァンパイア』がそれぞれ最多4部門ノミネートを記録している。

## 受賞結果

### 映画賞
| アクション映画賞 | アクション映画賞 |
| --- | --- |
| - 『トップガン マーヴェリック』 - 『ブレット・トレイン』 - 『RRR』 - 『マッシブ・タレント』 - 『ウーマン・キング 無敵の女戦士たち』 | |
| アクション映画主演男優賞 | アクション映画主演女優賞 |
| - トム・クルーズ - 『トップガン マーヴェリック』：ピート・“マーヴェリック”・ミッチェル海軍大佐役 - ニコラス・ケイジ - 『マッシブ・タレント』：本人役 - ラーム・チャラン - 『RRR』：A・ラーマ・ラージュ役 - ブラッド・ピット - 『ブレット・トレイン』：レディバグ役 - N・T・ラーマ・ラオ・ジュニア - 『RRR』：コムラム・ビーム役 | - ヴィオラ・デイヴィス - 『ウーマン・キング 無敵の女戦士たち』：ナニスカ将軍役 - サンドラ・ブロック - 『ザ・ロストシティ』：ロレッタ・セージ役 - ジェニファー・コネリー - 『トップガン マーヴェリック』：ペネロペ・“ペニー”・ベンジャミン役 - ジョーイ・キング - 『ブレット・トレイン』：プリンス役 - ジョーイ・キング - 『ザ・プリンセス』：プリンセス役 |
| ホラー映画賞 | |
| - 『バーバリアン』 - 『ブラック・フォン』 - 『パール』 - 『Smile スマイル』 - 『Speak No Evil』 - 『X エックス』 | |
| ホラー映画主演男優賞 | ホラー映画主演女優賞 |
| - レイフ・ファインズ - 『ザ・メニュー』：ジュリアン・スローヴィク役 - イーサン・ホーク - 『ブラック・フォン』：グラバー役 - フェジャ・ファン・フェット - 『Speak No Evil』：パトリック役 - ロリー・キニア - 『MEN 同じ顔の男たち』：ジェフリー役 - ジャスティン・ロング - 『バーバリアン』：AJ役 | - ミア・ゴス - 『パール』：パール役 - ジェシー・バックリー - 『MEN 同じ顔の男たち』：ハーパー・マーロウ役 - アイシャ・ディー - 『Sissy』：シシー役 - アナ・ディオプ - 『ナニー』：アイシャ役 - レベッカ・ホール - 『Resurrection』：マーガレット役 |
| SF/ファンタジー映画賞 | |
| - 『エブリシング・エブリウェア・オール・アット・ワンス』 - 『アバター:ウェイ・オブ・ウォーター』 - 『NOPE/ノープ』 - 『ノースマン 導かれし復讐者』 - 『プレデター:ザ・プレイ』 | |
| SF/ファンタジー映画主演男優賞 | SF/ファンタジー映画主演女優賞 |
| - キー・ホイ・クァン - 『エブリシング・エブリウェア・オール・アット・ワンス』：ウェイモンド・ワン役 - コリン・ファレル - 『アフター・ヤン』：ジェイク役 - ダニエル・カルーヤ - 『NOPE/ノープ』：OJ・ヘイウッド役 - ライアン・レイノルズ - 『アダム&アダム』：アダム・リード役 - アレクサンダー・スカルスガルド - 『ノースマン 導かれし復讐者』：アムレート役 | - ミシェル・ヨー - 『エブリシング・エブリウェア・オール・アット・ワンス』：エヴリン・ワン・クワン役 - カレン・ギラン - 『デュアル』：サラ役 - ステファニー・スー - 『エブリシング・エブリウェア・オール・アット・ワンス』：ジョイ・ワン/ジョブ・トゥパキ役 - アンバー・ミッドサンダー - 『プレデター:ザ・プレイ』：ナル役 - キキ・パーマー - 『NOPE/ノープ』：エメラルド・ヘイウッド役 - ゾーイ・サルダナ - 『アバター:ウェイ・オブ・ウォーター』：ネイティリ役                                            |
| スーパーヒーロー映画賞 | |
| - 『THE BATMAN-ザ・バットマン-』 - 『ブラックパンサー/ワカンダ・フォーエバー』 - 『DC がんばれ!スーパーペット』 - 『ドクター・ストレンジ/マルチバース・オブ・マッドネス』 - 『ソー:ラブ&サンダー』 | |
| スーパーヒーロー映画主演男優賞 | スーパーヒーロー映画主演女優賞 |
| - コリン・ファレル - 『THE BATMAN-ザ・バットマン-』：オズワルド・“オズ”・コブルポット / ペンギン役 - ベネディクト・カンバーバッチ - 『ドクター・ストレンジ/マルチバース・オブ・マッドネス』：スティーヴン・ストレンジ役 - ポール・ダノ - 『THE BATMAN-ザ・バットマン-』：エドワード・ナッシュトン / リドラー役 - テノッチ・ウエルタ - 『ブラックパンサー/ワカンダ・フォーエバー』：ネイモア役 - ロバート・パティンソン - 『THE BATMAN-ザ・バットマン-』：ブルース・ウェイン / バットマン役 | - アンジェラ・バセット - 『ブラックパンサー/ワカンダ・フォーエバー』：ラモンダ役 - ゾーイ・クラヴィッツ - 『THE BATMAN-ザ・バットマン-』：セリーナ・カイル / キャットウーマン役 - エリザベス・オルセン - 『ドクター・ストレンジ/マルチバース・オブ・マッドネス』：ワンダ・マキシモフ / スカーレット・ウィッチ役 - ナタリー・ポートマン - 『ソー:ラブ&サンダー』：ジェーン・フォスター / マイティ・ソー役 - レティーシャ・ライト - 『ブラックパンサー/ワカンダ・フォーエバー』：シュリ / ブラックパンサー役 |
| 悪役賞 | |
| - ミア・ゴス - 『パール』：パール役 - ポール・ダノ - 『THE BATMAN-ザ・バットマン-』：エドワード・ナッシュトン / リドラー役 - テノッチ・ウエルタ - 『ブラックパンサー/ワカンダ・フォーエバー』：ネイモア役 - ジョーイ・キング - 『ブレット・トレイン』：プリンス役 - エリザベス・オルセン - 『ドクター・ストレンジ/マルチバース・オブ・マッドネス』：ワンダ・マキシモフ / スカーレット・ウィッチ役 - マーク・ライランス – 『ボーンズ アンド オール』：サリー役                              | |

### テレビ賞
| アクションシリーズ/リミテッドシリーズ/テレビ映画作品賞 | アクションシリーズ/リミテッドシリーズ/テレビ映画作品賞 |
| --- | --- |
| - 『コブラ会』 - 『9-1-1: LA救命最前線』 - 『Kung Fu』 - 『ジャック・リーチャー -正義のアウトロー-』 - 『Tulsa King』 - 『ヴァイキング 〜ヴァルハラ〜』 | |
| アクションシリーズ/リミテッドシリーズ/テレビ映画主演男優賞 | アクションシリーズ/リミテッドシリーズ/テレビ映画主演女優賞 |
| - ケビン・コスナー - 『イエローストーン』：ジョン・ダットン三世役 - ジョン・クラシンスキー - 『ジャック・ライアン』：ジャック・ライアン役 - ラルフ・マッチオ - 『コブラ会』：ダニエル・ラルーソー役 - アラン・リッチソン - 『ジャック・リーチャー -正義のアウトロー-』：ジャック・リーチャー役 - シルヴェスター・スタローン - 『Tulsa King』：ドワイト・マンフレディ役 - ウィリアム・ザブカ - 『コブラ会』：ジョニー・ロレンス役 | - ヘレン・ミレン - 『1923』：カーラ・ダットン役 - アンジェラ・バセット - 『9-1-1: LA救命最前線』：アシーナ・グラント＝ナッシュ役 - クィーン・ラティファ - 『The Equalizer』：ロビン・マッコール役 - オリヴィア・リアン - 『Kung Fu』：ニッキー・シェン役 - キャサリン・マクナマラ - 『Walker: Independence』：アビー・ウォーカー役 - ケリー・ライリー - 『イエローストーン』：ベス・ダットン役                                                                                                   |
| ホラーシリーズ/リミテッドシリーズ/テレビ映画作品賞 | |
| - 『ウェンズデー』 - 『インタビュー・ウィズ・ヴァンパイア』 - 『チャッキー』 - 『ダーマー モンスター：ジェフリー・ダーマーの物語』 - 『イーヴィル: 超常現象捜査ファイル』 - 『ウォーキング・デッド』 - 『シェアハウス・ウィズ・ヴァンパイア』 | |
| ホラーシリーズ/リミテッドシリーズ/テレビ映画主演男優賞 | ホラーシリーズ/リミテッドシリーズ/テレビ映画主演女優賞 |
| - エヴァン・ピーターズ - 『ダーマー モンスター：ジェフリー・ダーマーの物語』：ジェフリー・ダーマー役 - ジェイコブ・アンダーソン - 『インタビュー・ウィズ・ヴァンパイア』：ルイス・デ・ポアント・ドゥ・ラック役 - マット・ベリー - 『シェアハウス・ウィズ・ヴァンパイア』：レスリー・"ラズロ"・クレイヴンスワース役 - マイク・コルター - 『イーヴィル: 超常現象捜査ファイル』：デイヴィッド・アコスタ役 - ハーヴェイ・ギレン - 『シェアハウス・ウィズ・ヴァンパイア』：ギレルモ・デ・ラ・クルズ役 - サム・リード - 『インタビュー・ウィズ・ヴァンパイア』：レスタト・デ・リオンコート役 | - ジェナ・オルテガ - 『ウェンズデー』：ウェンズデー・アダムス役 - ジェニファー・クーリッジ - 『ザ・ウォッチャー』：カレン・キャルフーン役 - ナターシャ・デメトリオウ - 『シェアハウス・ウィズ・ヴァンパイア』：ナージャ役 - カーチャ・ヘルベルス - 『イーヴィル: 超常現象捜査ファイル』：クリステン・ブシャール博士役 - ニーシー・ナッシュ - 『ダーマー モンスター：ジェフリー・ダーマーの物語』：グレンダ・クリーヴランド役 - クリスティーナ・リッチ - 『ウェンズデー』：マリリン・ソーンヒル役 |
| SF・ファンタジーシリーズ/リミテッドシリーズ/テレビ映画作品賞 | |
| - 『キャシアン・アンドー』（同率） - 『ストレンジャー・シングス 未知の世界』（同率） - 『フォー・オール・マンカインド』 - 『ハウス・オブ・ザ・ドラゴン』 - 『ロード・オブ・ザ・リング:力の指輪』 - 『Star Trek: Strange New Worlds』 | |
| SF・ファンタジーシリーズ/リミテッドシリーズ/テレビ映画主演男優賞 | SF・ファンタジーシリーズ/リミテッドシリーズ/テレビ映画主演女優賞 |
| - アダム・スコット - 『セヴェランス』：マーク・スカウト役 - キウェテル・イジョフォー - 『地球に落ちてきた男』：ファラデイ役 - サミュエル・L・ジャクソン - 『トレミー・グレイ 最期の日々』：トレミー・グレイ役 - ディエゴ・ルナ - 『キャシアン・アンドー』：キャシアン・アンドー役 - アンソン・マウント - 『Star Trek: Strange New Worlds』：クリストファー・パイク役 - マット・スミス - 『ハウス・オブ・ザ・ドラゴン』：デイモン・ターガリエン王子役 | - パトリシア・アークエット - 『セヴェランス』：ハーモニー・コベル役 - ミリー・オールコック - 『ハウス・オブ・ザ・ドラゴン』：レイニラ・ターガリエン王女（幼少期）役 - モーフィッド・クラーク - 『ロード・オブ・ザ・リング:力の指輪』：ガラドリエル役 - モーゼス・イングラム - 『オビ＝ワン・ケノービ』 ：リーヴァ・セヴァンダー / サード・シスター役 - フィオナ・ショウ - 『キャシアン・アンドー』 ：マーヴァ・アンドー役 - シシー・スペイセク - 『天空の旅人』：アイリーン・ヨーク役            |
| スーパーヒーローシリーズ/リミテッドシリーズ/テレビ映画作品賞 | |
| - 『ザ・ボーイズ』 - 『ドゥーム・パトロール』 - 『ミズ・マーベル』 - 『ピースメイカー』 - 『シー・ハルク:ザ・アトーニー』 - 『ウェアウルフ・バイ・ナイト』 | |
| スーパーヒーローシリーズ/リミテッドシリーズ/テレビ映画主演男優賞 | スーパーヒーローシリーズ/リミテッドシリーズ/テレビ映画主演女優賞 |
| - アントニー・スター - 『ザ・ボーイズ』：ホームランダー役 - ジョン・シナ - 『ピースメイカー』：クリストファー・スミス / ピースメイカー役 - ブレンダン・フレイザー - 『ドゥーム・パトロール』：クリフ・スティール / ロボットマン役 - グラント・ガスティン - 『THE FLASH/フラッシュ』：バリー・アレン役 - オスカー・アイザック - 『ムーンナイト』：スティーヴン・グラント / マーク・スペクター / ムーンナイト / Mr.ナイト / ジェイク・ロックリー役 - エリオット・ペイジ - 『アンブレラ・アカデミー』：ヴァーニャ・ハーグリーブズ /ヴィクター・ハーグリーブズ/ 7号 / “ホワイトヴァイオリン"役 | - タチアナ・マスラニー - 『シー・ハルク:ザ・アトーニー』：ジェニファー・ウォルターズ / シー・ハルク役 - ダニエル・ブルックス - 『ピースメイカー』：レオタ・アデバヨ役 - ミシェル・ゴメス - 『ドゥーム・パトロール』：マダム・ルージュ役 - ケイティ・ロッツ - 『レジェンド・オブ・トゥモロー』：サラ・ランス役 - エリン・モリアーティ - 『ザ・ボーイズ』：スターライト / アニー・ジャニュアリー役 - イマン・ヴェラーニ - 『ミズ・マーベル』：カマラ・カーン / ミズ・マーベル役                    |
| スーパーヒーローシリーズ/リミテッドシリーズ/テレビ映画悪役賞 | |
| - アントニー・スター - 『ザ・ボーイズ』：ホームランダー役 - ジェイミー・キャンベル・バウアー - 『ストレンジャー・シングス 未知の世界』：ヘンリー・クリール/ピーター・バラード/被験者001役 - ヘイデン・クリステンセン - 『オビ＝ワン・ケノービ』：アナキン・スカイウォーカー / ダース・ベイダー役 - ブラッド・ドゥーリフ - 『チャッキー』：チャッキー役 - マイケル・エマーソン - 『イーヴィル: 超常現象捜査ファイル』：リーランド・タウンゼント博士役 - ハリエット・サンソム・ハリス - 『ウェアウルフ・バイ・ナイト』：ヴェルーサ・ブラッドストーン役 - イーサン・ホーク - 『ムーンナイト』：アーサー・ハロウ役 - マット・スミス - 『ハウス・オブ・ザ・ドラゴン』：デイモン・ターガリエン王子役 | |

## 複数受賞・ノミネート

### 映画
| 数 | 作品名                                                  | ジャンル         | スタジオ                                               |
| -- | ------------------------------------------------------- | ---------------- | ------------------------------------------------------ |
| 6  | 『THE BATMAN-ザ・バットマン-』                          | スーパーヒーロー | ワーナー・ブラザース                                   |
| 5  | 『ブラックパンサー/ワカンダ・フォーエバー』             | スーパーヒーロー | マーベル・スタジオ                                     |
| 4  | 『ブレット・トレイン』                                  | アクション       | ソニー・ピクチャーズ エンタテインメント                |
| 4  | 『ドクター・ストレンジ/マルチバース・オブ・マッドネス』 | スーパーヒーロー | マーベル・スタジオ                                     |
| 4  | 『エブリシング・エブリウェア・オール・アット・ワンス』  | SF/ファンタジー  | A24                                                    |
| 3  | 『NOPE/ノープ』                                         | SF/ファンタジー  | ユニバーサル・ピクチャーズ                             |
| 3  | 『パール』                                              | ホラー           | A24                                                    |
| 3  | 『RRR』                                                 | アクション       | ヴァリアンス・フィルムズ                               |
| 3  | 『トップガン マーヴェリック』                           | アクション       | パラマウント・ピクチャーズ                             |
| 2  | 『アバター:ウェイ・オブ・ウォーター』                   | SF/ファンタジー  | 20世紀スタジオ                                         |
| 2  | 『バーバリアン』                                        | ホラー           | 20世紀スタジオ                                         |
| 2  | 『ブラック・フォン』                                    | ホラー           | ユニバーサル・ピクチャーズ                             |
| 2  | 『MEN 同じ顔の男たち』                                  | ホラー           | エンターテインメント・フィルム・ディストリビューターズ |
| 2  | 『ノースマン 導かれし復讐者』                           | SF/ファンタジー  | フォーカス・フィーチャーズ                             |
| 2  | 『プレデター:ザ・プレイ』                               | SF/ファンタジー  | Hulu                                                   |
| 2  | 『Speak No Evil』                                       | ホラー           | ノルディスク・フィルム                                 |
| 2  | 『ソー:ラブ&サンダー』                                  | スーパーヒーロー | マーベル・スタジオ                                     |
| 2  | 『マッシブ・タレント』                                  | アクション       | ライオンズゲート                                       |
| 2  | 『ウーマン・キング 無敵の女戦士たち』                   | アクション       | ソニー・ピクチャーズ エンタテインメント                |

| 数 | 作品名                                                 | ジャンル         | スタジオ                   |
| -- | ------------------------------------------------------ | ---------------- | -------------------------- |
| 3  | 『エブリシング・エブリウェア・オール・アット・ワンス』 | SF/ファンタジー  | A24                        |
| 2  | 『THE BATMAN-ザ・バットマン-』                         | スーパーヒーロー | ワーナー・ブラザース       |
| 2  | 『パール』                                             | ホラー           | A24                        |
| 2  | 『トップガン マーヴェリック』                          | アクション       | パラマウント・ピクチャーズ |

### テレビ
| 数 | 作品名                                              | ジャンル         | 放送局             |
| -- | --------------------------------------------------- | ---------------- | ------------------ |
| 4  | 『ザ・ボーイズ』                                    | スーパーヒーロー | Amazon Prime Video |
| 4  | 『イーヴィル: 超常現象捜査ファイル』                | ホラー           | Paramount+         |
| 4  | 『ハウス・オブ・ザ・ドラゴン』                      | SF/ファンタジー  | HBO                |
| 4  | 『シェアハウス・ウィズ・ヴァンパイア』              | ホラー           | FX                 |
| 3  | 『キャシアン・アンドー』                            | SF/ファンタジー  | Disney+            |
| 3  | 『コブラ会』                                        | アクション       | Netflix            |
| 3  | 『ダーマー モンスター：ジェフリー・ダーマーの物語』 | ホラー           | Netflix            |
| 3  | 『ドゥーム・パトロール』                            | スーパーヒーロー | HBO Max            |
| 3  | 『インタビュー・ウィズ・ヴァンパイア』              | ホラー           | AMC                |
| 3  | 『ピースメイカー』                                  | スーパーヒーロー | HBO Max            |
| 3  | 『ウェンズデー』                                    | ホラー           | Netflix            |
| 2  | 『9-1-1: LA救命最前線』                             | アクション       | Fox                |
| 2  | 『チャッキー』                                      | ホラー           | Syfy / USA         |
| 2  | 『Kung Fu』                                         | アクション       | The CW             |
| 2  | 『ムーンナイト』                                    | スーパーヒーロー | Disney+            |
| 2  | 『ミズ・マーベル』                                  | スーパーヒーロー | Disney+            |
| 2  | 『オビ＝ワン・ケノービ』                            | SF・ファンタジー | Disney+            |
| 2  | 『ジャック・リーチャー -正義のアウトロー-』         | アクション       | Amazon Prime Video |
| 2  | 『セヴェランス』                                    | SF・ファンタジー | Apple TV+          |
| 2  | 『シー・ハルク:ザ・アトーニー』                     | スーパーヒーロー | Disney+            |
| 2  | 『Star Trek: Strange New Worlds』                   | SF/ファンタジー  | Paramount+         |
| 2  | 『ストレンジャー・シングス 未知の世界』             | SF/ファンタジー  | Netflix            |
| 2  | 『ロード・オブ・ザ・リング:力の指輪』               | SF/ファンタジー  | Amazon Prime Video |
| 2  | 『Tulsa King』                                      | アクション       | Paramount+         |
| 2  | 『ウェアウルフ・バイ・ナイト』                      | スーパーヒーロー | Disney+            |
| 2  | 『イエローストーン』                                | アクション       | Paramount Network  |

| 数 | 作品名           | ジャンル         | 放送局             |
| -- | ---------------- | ---------------- | ------------------ |
| 3  | 『ザ・ボーイズ』 | スーパーヒーロー | Amazon Prime Video |
| 2  | 『セヴェランス』 | SF/ファンタジー  | Apple TV+          |
| 2  | 『ウェンズデー』 | ホラー           | Netflix            |